# Пеллегрини (муниципалитет)
Муниципалитет Пеллегрини  (исп. Partido de Pellegrini) — муниципалитет в Аргентине в составе провинции Буэнос-Айрес.
Территория — 1853 км². Население — 5887 человек. Плотность населения — 3,18 чел./км².
Административный центр — Пеллегрини.

## География
Департамент расположен на западе провинции Буэнос-Айрес.
Департамент граничит:
- на севере — с муниципалитетом Ривадавия
- на северо-востоке — с муниципалитетом Тренке-Лаукен
- на юго-востоке — с муниципалитетами Трес-Ломас, Сальикело
- на юге — с муниципалитетом Адольфо-Альсина
- на западе — с провинцией Ла-Пампа

## Важнейшие населенные пункты[2]
| № | Населённый пункт | Населённый пункт (исп.) | Категория | Население чел. (2010) | На карте                        |
| - | ---------------- | ----------------------- | --------- | --------------------- | ------------------------------- |
| 1 | Пеллегрини       | Pellegrini              | город     | 5115                  | 36°16′05″ ю. ш. 63°09′50″ з. д. |
| 2 | Бокаюва          | Bocayuva                | поселок   | 83                    | 36°12′18″ ю. ш. 63°04′38″ з. д. |
| 3 | Де-Бари          | De Bary                 | поселок   | 63                    | 36°20′24″ ю. ш. 63°15′36″ з. д. |